# 8Law
8Law（エイトロー）は、日本の男女混合アカペラグループ。

## 略歴
2020年、国際基督教大学に在学中だったメンバーにより結成。元々友人だったJAYとゆうきが進路について話し合ったことをきっかけに、JAYが同校の学生たちに声を掛けてグループを結成。
グループ名の「8Law」は、メンバー全員の母校である国際基督教大学の初代学長・湯浅八郎氏の名前と、これまでのアカペラ界の固定概念を覆すような「アウトロー」なグループとして活躍したいという思いから付けられた。グループ名の発案者は、みくる。
2021年2月27日、『青春アカペラ甲子園！全国ハモネプリーグ2021冬 大学日本一決定戦』（以下、大会名は「ハモネプ」と表記）に出場し、準優勝。その後も2021年8月14日の『ハモネプ2021夏』、2022年3月19日の『ハモネプ2022春』と3回連続出場を果たし、それぞれ3位、準優勝という成績を収めた。
2022年4月、コーラス担当のyu.が脱退。以降は5人組として活動する。
2023年6月28日、シングル『夕陽につつまれて』（作詞・作曲：所ジョージ、楽曲コーディネート：木梨憲武）で配信デビュー。
2024年2月28日、JAYが体調不良により当面の間活動を休止すること、3日後に開催の『全国ハモネプ大リーグ』については、ヒューマンビートボクサー・寒ブリをサポートに入れた編成で出場することが発表された。メンバー変更による出場については番組の承諾を得た上での措置であり、番組の公式サイトでも、同グループの写真をJAYの居るものから、寒ブリの居るものに差し替える措置が取られた。同番組では4度目の決勝進出、3度目の準優勝となった。
2024年12月末をもって、まーくんが演者としての活動を終了。JAYの活動休止後からサポートメンバーとして活動していたBayashiが、まーくんと入れ替わる形で正式加入することが発表された。

## メンバー

### 現メンバー
JAY（ジェイ、1997年5月18日 - ）
- グループのリーダー。ボイスパーカッション担当。
- 東京都出身。本名、櫻井 慈英（さくらい じえい）。好きな食べ物は梅干し。
- 同グループ結成前からヒューマンビートボクサーとして活動しており、ヒューマンビートボックスのアジア大会「Asia Beatbox Championship 2017」ではTOP8の成績を残している。その他、国内大会で複数回の優勝経験を持つ。
- ヒューマンビートボックスを始めたきっかけはHIKAKINであり、『ハモネプ2021冬』出演時にHIKAKINと会話をした際、「憧れの人だ」と述べている。

びんすー（1999年10月29日 - ）
- リードボーカル、コーラス担当。
- 韓国ソウル出身。本名、최수빈（チェ・スビン、CHOI SUBIN）。好きな食べ物は芋。身長173 cm。
- 国籍は韓国であり、韓国語・英語・日本語を話せるトリリンガル。活動名の「びんすー」は、かき氷を意味する韓国語「빙수」と同音。
- 8law結成前からバンドのボーカルとして活動していた。

みくる（2000年4月24日 - ）
- 大阪府枚方市出身。本名、千﨑 美来（ちざき みくる）。コーラス担当。グループ最年少。
- 舞台俳優（ミュージカル俳優）としても活動している。2021年公演のミュージカル『悪ノ娘』には、アンサンブルキャストとして出演。

ゆうき（1997年1月21日 - ）
- 神奈川県横浜市出身。本名、三好 裕貴（みよし ゆうき）。コーラス担当。
- 日本とタイのハーフ（ダブル）。ワタナベエンターテインメント所属のお笑いコンビ「ラマヌジャン」としても活動している。

Bayashi（ばやし、2000年12月22日 - ）
- ベース、ボイスパーカッション担当。
- 東京都立大学法学部卒業。アカペラユニット「JETS」のメンバーとしても活動している。
- JAYの活動休止後からサポートメンバーとして活動しており、かつてベース担当だったまーくんと入れ替わる形で正式に加入。

まーくん（2000年3月29日 - ）
- 群馬県前橋市出身。本名、福田 壮希（ふくだ まさき）。アレンジ担当。
- ヒューマンビートボクサーとしても活動しており、8lawとして『ハモネプ』に出演する以前に、同番組の企画「第3回 ボイパリーグ」にて優勝した経歴もある。JAYと同様に、ヒューマンビートボックスを始めたきっかけはHIKAKINであると述べている。
- かつてはベースを担当。2024年末をもって演者としての活動を終了し、ミックスやアレンジ担当として携わっていくことを発表した。

### 元メンバー
yu.（ゆー、1999年4月23日 - ）
- コーラス担当。2022年4月30日をもってグループを脱退。

## 評価
- 『ハモネプ』で解説も務める吉田圭介（INSPi）は、2021年夏大会および2022年春大会後の番組公式動画にて、二度にわたり「注目グループ」の1組として8Lawの名前を挙げた[25][26]。その際、ビートボクサーが2人いることを特長として挙げ、「今までの感覚ではできないアレンジができている[25]」「アカペラ界の未来を感じる[25]」「間違いなく今後のアカペラ界を引っ張っていってくれる存在[26]」と高く評価している。
- 同番組2022年春大会で進行を務めた井上清華（フジテレビアナウンサー）は、番組終了後のインタビューにて、8Lawについて「演奏がハイレベルで、すごく楽しそうだなと思って」と評し[27]、出場したグループの中でも、特に8Lawに対して羨ましさを感じたと述べている[27]。
- 音楽WEBメディア「muevo voice」の記事では、同グループはグローバルなアレンジとグルーヴ感溢れるサウンドが魅力であり、特に、聞いていると幸せに包まれるような多幸感を強く感じると紹介されている[28]。

## 作品

### シングル
|     | 配信日        | タイトル         | 著作者                 | 備考 |
| --- | ------------- | ---------------- | ---------------------- | --- |
| 1st | 2023年6月28日 | 夕陽につつまれて | 作詞・作曲：所ジョージ | - 楽曲コーディネート：木梨憲武 - DA PUMPのシングル『サンライズ・ムーン 〜宇宙に行こう〜』の姉妹曲。 - ABCテレビ『アスリートって ナニ食べてんの！？』主題歌。 |

### カバー
| 公開日         | 楽曲         | オリジナル          | 備考                                 |
| -------------- | ------------ | ------------------- | ------------------------------------ |
| 2021年8月13日  | 春夏秋冬     | Little Glee Monster | ハモネプコンピレーションアルバム収録 |
| 2022年3月18日  | 春を告げる   | yama                | ハモネプコンピレーションアルバム収録 |
| 2022年12月20日 | 明日への手紙 | 手嶌葵              | ハモネプコンピレーションアルバム収録 |

## 出演

### テレビ
ハモネプリーグ（フジテレビ）
- 青春アカペラ甲子園 全国ハモネプリーグ
  - 2021冬（2021年2月27日） - 準優勝
  - 2021夏（2021年8月14日） - 3位
  - 2022春（2022年3月19日） - 準優勝

- 全国ハモネプ大リーグ
  - 2024春（2024年3月2日） - 準優勝

その他
- チコちゃんに叱られる!（2021年9月11日、NHK）
- 第55回 新春！爆笑ヒットパレード2022（2022年1月1日、フジテレビ）
- ゴリエと申します。（2022年4月23日、フジテレビ）
- なみだ喫茶（2022年12月13日、フジテレビ）
- ハモネプ全国大会直前！決戦はクリスマスイブ！出場12グループ徹底解剖SP（2022年12月20日、フジテレビ）
- 全力！ゴールデンCOVERS（2023年2月25日、映画・チャンネルNECO）

### ラジオ
- 土曜朝6時 木梨の会。（2023年3月4日、TBSラジオ）

## ライブ・イベント
- 8Law Live 〜中トロ、大トロ、エイトロー〜（2023年3月21日、表参道GROUND）[30]
- 8Law & Friends（2023年10月24日、GARRET udagawa）
- 8Law Mix Vol.1（2023年12月19日、shibuya eggman）
- 8Law LIVE 〜After Party!!!〜（2024年3月23日・31日、表参道GROUND）
- エイトローくいだおれミニライブ（2024年12月29日、KOBE BOTHALL）